# Forêt de Sourdun
La forêt de Sourdun est un massif forestier d'environ 1 850 hectares dont 740 hectares de forêt domaniale, situé en Seine-et-Marne et dans l'Aube.
Elle se trouve à 80 kilomètres au sud-est de Paris et à 6 km au sud-est de Provins.

## Géographie physique
La forêt de Sourdun est située en bordure méridionale du plateau de la Brie sur un éperon rocheux surplombant la Bassée. Elle a un relief vallonné, avec un point haut à 185 mètres à l'est et un point bas à 70 mètres au sud-ouest dans la vallée de la Seine.
C'est une forêt qui s'étire du sommet de Goué dominant Gouaix à l'ouest vers Chalautre-la-Grande et la vallée de la Voulzie (bois des Crottées) au nord-est.
La largeur moyenne est de 1 km mais la partie orientale est plus compacte.
Si la forêt est continue, elle est profondément entaillée par les défrichements réalisés au nord sur le plateau briard et au sud dans la vallée de la Bassée. 
La forêt de Sourdun a une forme similaire à la forêt de Jouy disposée parallèlement 18 km au nord-ouest.
La forêt est traversée en son centre à la perpendiculaire par la RD 619, ancienne RN 19 reliant Provins à Nogent-sur-Seine, ainsi que par les routes secondaires RD 78 et RD 18a à l'ouest.
À l'instar de la plupart des autres forêts de la Brie, la forêt de Sourdun est découpée de manière géométrique par plusieurs chemins (route aux Bœufs, route de Saint-Nicolas, Petite Route, route des Forges Geoffroy, route des Bruyères, route du Chapitre, route du Prieuré, etc.). La forêt est traversée dans toute sa longueur par la route et chemin de Gouaix à Chalautre-la-Grande.
Les seuls cours d'eau intermittents sont les sources de deux affluent de la Voulzie : le ruisseau du Valigot (ruisseau des Méances en aval de Chalautre-la-Petite) et le ru de Pigy (hameau de Léchelle).

## Géographie administrative
La forêt domaniale de Sourdun se situe sur le territoire des communes de Sourdun, Melz-sur-Seine, Chalautre-la-Grande, Hermé en Seine-et-Marne, et du Mériot dans l'Aube.
Elle est compose de plusieurs parties non continues et de superficies inégales.

## Géologie
La forêt de Sourdun repose sur le plateau calcaire briard, au sol peu perméable. Plusieurs carrières y ont été exploitées.
La forêt abrite peu de milieux humides, avec la présence de rares cours d'eau intermittents.

## Histoire
La forêt de Sourdun constitue le reliquat d'un ensemble forestier plus vaste (Brigia Sylva) qui couvrait une grande partie de la Brie. 
Domaine des comtes de Champagne depuis 1165, ils en autorisent l’usage par les religieux, les seigneurs et le roi. 
Morcelée en parcelles seigneuriales, royales et religieuses, la forêt de Sourdun a fourni du bois de charpente et du bois de feu à Paris, cheminé par flottage sur la Seine.
La carte de Cassini montre que la forêt a peu évolué depuis le XVIIIe siècle.
La partie domaniale appartient aujourd’hui à l’État.
La forêt de Sourdun se situait en partie dans la zone de servitude du champ de tir de la base militaire de Sourdun. Le champ de tir a été désactivé en mai 2009 lors de la fermeture de la base militaire.

## Faune et flore

### Flore
La forêt de Sourdun est majoritairement constituée de hêtres et de chênes rouvres et pédonculés, mais également de charmes, trembles, châtaigniers, etc.
Parmi les arbustes, l'aubépine est très présente.

### Faune
La faune est pour l'essentiel constituée de renards, sangliers, chevreuils, lièvres, etc.
Le lézard vivipare est présent.
Parmi les espèces d'oiseaux, on retrouve le pic épeichette et la sittelle torchepot.

## Gestion forestière
L'ONF a pour mission d'assurer la pérennité du massif grâce à son entretien tout en garantissant un développement durable. Elle se doit de concilier l'intérêt sylvicole avec l'intérêt du public. Son principal objectif est l'accueil du public, comme toutes les forêts dites périurbaines. Elle assure par ailleurs une mission de production de bois, dont la vente aux exploitants forestiers couvre partiellement le financement de l'entretien et de la préservation du massif.
La forêt dispose de la maison forestière de la Croix de Fer située sur la RD 619.
La gestion forestière prend aujourd'hui en compte le développement durable, c'est-à-dire les enjeux biologiques et écologiques, ce qui n'était pas le cas il y a seulement trente ans. Plus spécifiquement dans le massif, les milieux écologiques spécifiques comme les mares sont protégées.

## Gestion administrative
Forêt domaniale, le massif est la propriété de l'État français, qui en délègue la gestion à l'office national des forêts. L'État assure le financement de l'entretien mais les collectivités locales sont également associées aux décisions.
Les massifs forestiers franciliens sont soumis à d'intenses pressions foncières et urbaines. Ce n'est pas le cas de la forêt de Sourdun, située dans un secteur rural relativement loin de Paris, où l'habitat est peu dense et dispersé.
La forêt de Sourdun est classée zone naturelle d'intérêt écologique, faunistique et floristique.

## Aménagement
L'aire de pique-nique des Petites Pierres se trouve au centre de la forêt sur la RD 619.
La forêt dispose de deux sentiers balisés.

## Sociologie
La forêt de Sourdun, située en zone rurale, reste peu fréquentée en comparaison d'autres forêts de la région parisienne comme la forêt de Fontainebleau.
Toutefois c'est un lieu apprécié des habitants des communes du secteur (Provins, etc.) pour la détente et le sport.

## Pour approfondir